# Campionati europei di nuoto in vasca corta 2010 - 100 metri rana femminili
Le qualifiche per la semifinale si sono svolte la mattina del 27 novembre 2010, mentre la semifinale si è svolta la sera dello stesso giorno. La finale si è svolta la sera del 28 novembre 2010.

## Medaglie
| Posizione | Atleta           | Paese       |
| --------- | ---------------- | ----------- |
| Oro       | Moniek Nijhuis   | Paesi Bassi |
| Argento   | Sophie De Ronchi | Francia     |
| Bronzo    | Tessa Brouwer    | Paesi Bassi |

## Record
Prima della manifestazione il record del mondo (RM), il record europeo (EU) e il record dei campionati (RC) erano i seguenti.
| Record mondiale       | 1:02.70 | Rebecca Soni Stati Uniti        | 19 dicembre 2009 Manchester, Regno Unito |
| Record europeo        | 1:04.21 | Rikke Møller Pedersen Danimarca | 19 dicembre 2009 San Pietroburgo, Russia |
| Record dei campionati | 1:04.84 | Caroline Ruhnau Germania        | 13 dicembre 2009 Istanbul, Turchia       |

Durante la competizione non sono stati migliorati record.

## Risultati batterie
| Pos. | Atleta                 | Nazionalità | Tempo       | Batteria    | Corsia      | Note        |
| ---- | ---------------------- | ----------- | ----------- | ----------- | ----------- | ----------- |
| 1    | Sophie De Ronchi       | Francia     | 1:06.93     | 4           | 5           |             |
| 2    | Valentina Artemyeva    | Russia      | 1:07.05     | 2           | 3           |             |
| 3    | Moniek Nijhuis         | Paesi Bassi | 1:07.12     | 3           | 4           |             |
| 4    | Tessa Brouwer          | Paesi Bassi | 1:07.51     | 3           | 5           |             |
| 5    | Caroline Ruhnau        | Germania    | 1:07.65     | 4           | 4           |             |
| 6    | Katharina Stiberg      | Norvegia    | 1:08.41     | 2           | 4           |             |
| 7    | Petra Chocová          | Rep. Ceca   | 1:08.43     | 4           | 3           |             |
| 8    | Kim Janssens           | Belgio      | 1:08.46     | 2           | 1           |             |
| 9    | Ekaterina Baklakova    | Russia      | 1:08.58     | 3           | 3           |             |
| 10   | Chiara Boggiatto       | Italia      | 1:08.70     | 2           | 5           |             |
| 11   | Tjasa Vozel            | Slovenia    | 1:08.76     | 4           | 1           |             |
| 12   | Dilara Guenaydin       | Turchia     | 1:08.79     | 3           | 2           |             |
| 12   | Caroline Reitshammer   | Austria     | 1:08.79     | 3           | 1           |             |
| 14   | Lisa Fissneider        | Italia      | 1:08.86     | 3           | 6           |             |
| 15   | Stephanie Spahn        | Svizzera    | 1:08.90     | 4           | 7           |             |
| 16   | Tanja Smid             | Slovenia    | 1:09.27     | 4           | 2           |             |
| 17   | Noora Laukkanen        | Finlandia   | 1:09.54     | 2           | 2           |             |
| 18   | Jenna Laukkanen        | Finlandia   | 1:09.71     | 2           | 7           |             |
| 19   | Josephina Bartela      | Danimarca   | 1:10.05     | 4           | 8           |             |
| 20   | Vitalina Simonova      | Russia      | 1:10.10     | 4           | 6           |             |
| 21   | Anastasia Chaun        | Russia      | 1:10.11     | 2           | 6           |             |
| 22   | Ana Pinho Rodrigues    | Portogallo  | 1:10.23     | 3           | 7           |             |
| 23   | Christina Strigl       | Austria     | 1:10.48     | 1           | 5           |             |
| 24   | Karen Vapper           | Estonia     | 1:12.13     | 1           | 3           |             |
|      | Anastasia Christoforou | Cipro       | non partita | non partita | non partita | non partita |

## Semifinali
| Pos. | Atleta               | Nazionalità | Tempo   | Batteria | Corsia | Note |
| ---- | -------------------- | ----------- | ------- | -------- | ------ | ---- |
| 1    | Tessa Brouwer        | Paesi Bassi | 1:06.45 | 1        | 5      |      |
| 2    | Moniek Nijhuis       | Paesi Bassi | 1:06.52 | 2        | 5      |      |
| 3    | Sophie De Ronchi     | Francia     | 1:06.94 | 2        | 4      |      |
| 4    | Caroline Ruhnau      | Germania    | 1:07.22 | 2        | 3      |      |
| 5    | Valentina Artemyeva  | Russia      | 1:07.48 | 1        | 4      |      |
| 6    | Ekaterina Baklakova  | Russia      | 1:07.90 | 2        | 2      |      |
| 7    | Chiara Boggiatto     | Italia      | 1:07.98 | 1        | 2      |      |
| 8    | Petra Chocová        | Rep. Ceca   | 1:08.12 | 2        | 6      |      |
| 9    | Katharina Stiberg    | Norvegia    | 1:08.29 | 1        | 3      |      |
| 10   | Lisa Fissneider      | Italia      | 1:08.35 | 1        | 1      |      |
| 11   | Kim Janssens         | Belgio      | 1:08.42 | 1        | 6      |      |
| 12   | Tanja Smid           | Slovenia    | 1:08.52 | 1        | 8      |      |
| 13   | Tjasa Vozel          | Slovenia    | 1:08.79 | 2        | 7      |      |
| 14   | Dilara Guenaydin     | Turchia     | 1:08.97 | 1        | 7      |      |
| 15   | Stephanie Spahn      | Svizzera    | 1:09.01 | 2        | 8      |      |
| 16   | Caroline Reitshammer | Austria     | 1:09.07 | 2        | 1      |      |

## Finale
| Pos. | Atleta              | Nazionalità | Tempo   | Corsia | Note |
| ---- | ------------------- | ----------- | ------- | ------ | ---- |
|      | Moniek Nijhuis      | Paesi Bassi | 1:06.20 | 5      |      |
|      | Sophie De Ronchi    | Francia     | 1:06.21 | 3      |      |
|      | Tessa Brouwer       | Paesi Bassi | 1:06.65 | 4      |      |
| 4    | Caroline Ruhnau     | Germania    | 1:06.93 | 6      |      |
| 5    | Valentina Artemyeva | Russia      | 1:06.95 | 2      |      |
| 6    | Chiara Boggiatto    | Italia      | 1:08.12 | 1      |      |
| 7    | Ekaterina Baklakova | Russia      | 1:08.25 | 7      |      |
| 8    | Petra Chocová       | Rep. Ceca   | 1:08.38 | 8      |      |